# Bob Brier
Robert «Bob» Brier (Bronx, 13 de desembre de 1943), també conegut com a Mr. Mummy, és un egiptòleg estatunidenc especialitzat en paleopatologia. Investigador sènior associat de la Universitat de Long Island, ha investigat i publicat sobre les mòmies i el procés de momificació, i apareix en molts documentals sobre l'antic Egipte.

## Vida
Nascut i criat al Bronx, Nova York, Brier va obtenir la seva llicenciatura al Hunter College de la Universitat de la Ciutat de Nova York. De 1966 a 1970, va formar part de l'equip d'investigació de l'Institut de parapsicologia (anteriorment la Fundació per a la Investigació sobre la naturalesa de l'home), a Durham (Carolina del Nord), on va treballar en llibres com La Parapsicologia Avui i Prova la teva PES. Va obtenir el seu doctorat en filosofia per la Universitat de Carolina del Nord a Chapel Hill el 1970 i va començar a ensenyar a la Universitat de Long Island a 1972. Va exercir com a president del departament de filosofia de 1981 a 1996. A més de la seva carrera a la Universitat de Long Island, Brier ha ensenyat antic egipci a The New School i egiptologia al Webb Institute durant molts anys.

## Recerca i altres èxits
Brier ha fet investigacions en pràctiques de momificació a tot el món. Ha investigat mòmies molt conegudes com les de Tutankamon, Ramsès II, Lenin, Eva Perón, i la família Médici.
El 1994, Brier i un col·lega, Ronald Wade, director de la Junta d'Anatomia de l'Estat de Maryland, van afirmar que eren les primeres persones en 2.000 anys que momificaven n cadàver humà usant tècniques de l'Antic Egipte. Aquesta investigació va fer mereixedor a Brier del sobrenom de "Mr. Mummy" ("Senyor Mòmia") i va ser també tema d'un especial televisiu del National Geographic, que el va convertir en un home famós. ÉS també l'amfitrió de diversos programes de televisió per a la xarxa TLC, entre els quals es poden esmentar The Great Egyptians, Pyramids, Mummies and Tombs, i Mummy Detective. Les seves investigacions han aparegut a Archaeology Magazine, The New York Times, CNN, 60 minutes i 20/20.
El 1999, Brier va fer una sèrie de 48 presentacions orals especialment preparades per a una conferència titulada "The History of Ancient Egypt" per a The Teaching Company. Brier també va ser el receptor del premi David Newton de la Universitat de Long Island, per l'Excel·lència en l'Ensenyament.

## Obres
A més de les seves investigacions, Brier també ha escrit diversos articles i llibres, entre d'altres:
- "Precognition and the philosophy of science: An essay on backward causation" (1974) ISBN 0-391-00325-9
- "The Glory of Ancient Egypt: A Collection of Rare Engravings from the Napoleonic Expedition" (1990) ISBN 0-8115-4469-9
- "Egyptomania" (juny del 1992) ISBN 0-933699-26-3
- "Egyptian Mummies : Unraveling the Secrets of an Ancient Art" (14 de març del 1996) ISBN 0-688-14624-4
- "The Encyclopedia of Mummies" (September, 1998) ISBN 0-8160-3906-2
- "The Murder of Tutankhamen" (March 1, 1999) ISBN 0-425-16689-9
- "The Daily Life of the Ancient Egyptians" (with Hoyt Hobbs) (30 de desembre del 1999) ISBN 0-313-30313-4
- The History of Ancient Egypt (2001, lectures published by The Teaching Company)
- Great Pharoahs of Ancient Egypt (2004, treballs publicats per The Teaching Company)
- "The Secret of the Great Pyramid" (amb Jean-Pierre Houdin) (6 d'octubre del 2008)

Brier també ha escrit articles de revista per a KMT, Archaeology, i altres.